# Florent Ibenge
Jean-Florent Ikwange Ibenge est un ancien footballeur international congolais devenu entraîneur, né le 4 décembre 1961 à Mbandaka (République Démocratique du Congo).

## Biographie
Surnommer  Coach Androïd, plus connu sous le nom de Florent Ibenge, de son vrai nom Jean Florent Ibenge Ikwange, un congolais de nationalité, né a Mbandaka dans l'ancien province de l'Equateur de la République Démocratique du Congo, un certain 4 décembre 1961, il a aussi ces Frères et Sœurs. Amoureux de ballon rond dès son jeunes âge, côtoyant les footballeurs de l'ancien équipe Zaïroise (le léopard du Zaïre) et il quitte le Zaïre pour l'Europe en 12 ans pour des raisons d'étude, tout en jouant au football. en 2004, il fait une formation d'entraineur, en 2008 devenu entraineur adjoint dans l'équipe nationale congolaise, juste après son aventure dans le continent Asiatique, en 2012 signe un contrat avec l'AS Vita Club et il est rappelé comme entraineur national en 2015 pour les éliminatoires de la CAN d'où il joue le rôle de double casquette d'entraîneur.
Le site spécialisé FourFourTwo classe Florent Ibenge 50e meilleur entraîneur au monde en 2015.

### Entraîneur
Florent Ibenge n’est pas un inconnu dans le monde du ballon rond. Ancien joueur à Lambersart, Roubaix et Boulogne, il a ensuite entamé une reconversion d’entraîneur au Capreau Wasquehal et Fives. Après un intermède à Douai, en CFA2, Florent Ibenge était à Lille. Il avait aussi assuré des intérims en tant qu'entraîneur adjoint à la tête de la sélection nationale du Congo avant de prendre définitivement les rênes des Léopards. En avril 2008, il était d’ailleurs sur le banc lors d’un match amical à Marbella face à l’équipe de France A’.
Hormis son bref passage, en 2008, au poste de sélectionneur adjoint de la génération dite de Marbella (Espagne), Florent Ibenge n’avait entraîné aucune équipe congolaise. Fin 2012, quand il séjourne à Kinshasa pour les obsèques de sa sœur, il est approché par un certain Pierre Kazadi Tshishishi, président du Conseil suprême de AS Vita Club, qui lui propose de prendre en main le destin de l’équipe kinoise. Ibenge venait alors de résilier un contrat avec le club chinois Shangaï Shenhua où il secondait le Français Nicolas Anelka qui, tout en jouant, occupait, en même temps, le poste d’entraîneur principal. Et quand son envie d’évoluer en RDC coïncide avec l’offre de AS Vita Club, il n’hésite pas.
En l’espace d’un an, le nouvel entraîneur réussit à propulser son équipe en finale de la Ligue des champions de la CAF 2014. Un exploit qui attire l’attention de la FECOFA. Après le départ du Français Claude Le Roy l’an passé, il est choisi pour diriger les Léopards. Il dirige les joueurs congolais (RDC) lors de la Coupe d'Afrique des nations 2015 organisée en Guinée équatoriale, la RDC finit troisième à la CAN 2015 malgré une phase éliminatoire difficile avec des équipes sur le papier de niveau supérieur (Côte d'Ivoire, Cameroun), elle fit même l'exploit de battre la Côte d'Ivoire à Abidjan, sur le score de 4-3.
Après trois matchs nuls face à la Zambie, au Cap-Vert et à la Tunisie, les Léopards parviennent tout de même à se qualifier pour les quarts de finale. À cette occasion, ils affrontent la République du Congo (Congo Brazzaville). Menée 2-0 juste après l'heure de jeu, la RDC renverse la rencontre en l'espace de 15 minutes, marquant trois buts signés Dieumerci Mbokani, Jérémy Bokila et Joël Kimwaki, avant de l'emporter 4-2 grâce à un second but de Mbokani sur passe décisive de Neeskens Kebano. Kebano était entré en cours de jeu et délivra deux passes décisives, démontrant un coaching payant de ibenge. L'équipe dirigée par Ibenge accède alors à sa première demi-finale depuis 1998. Ils s'inclinent face à la Côte d'Ivoire sur le score de 3-1. La RDC arrachera finalement la troisième place de la compétition en s'imposant aux tirs au but 4-2 face au pays organisateur, la Guinée équatoriale (0-0 après 90 minutes).
Lors du Championnat d'Afrique des nations 2016 qui se déroule au Rwanda, la RDC de Florent Ibenge remporte le Championnat d'Afrique des nations en battant le Mali en finale (3-0 à Kigali).
Il démissionne quelques semaines après la défaite de la RDC en huitièmes de finales lors de la coupe d'Afrique de nations 2019, il avait déclaré « C’est fort possible que cela soit mon dernier match avec les Léopards. On attend de parler avec le président », après la défaite aux tirs au but (2–4) contre Madagascar en huitièmes de finales.
Le sélectionneur de l’équipe nationale de football de la RDC, Florent Ibenge, a présenté sa démission au président de la Fédération congolaise de football association (FECOFA), mercredi 7 août, au siège de l'instance nationale de football.
Dans sa déclaration de démission devant la presse, Florent Ibenge a remercié tous ses collaborateurs l'AS Vita Club qui lui ont « permis d’intégrer la sélection nationale».

### Ibengé quitte l’AS Vita Club
Le coach de l’AS Vita Club, '''Jean Florent Ibenge''', se sépare du club kinois, qu’il a entrainé depuis plusieurs années. L’annonce a été faite mercredi 30 juin 2021 dans un tweet par la Présidente de l’AS Vita Club, Bestine Kazadi.
« Chers supporters, je vous annonce le départ de notre Coach Jean-Florent Ibenge. Au nom de l'AS Vita Club , nous le remercions pour les services rendus et nous lui souhaitons plein succès », écrit Mme Kazadi, sans autres précisions,.

### L'ère d'Ibenge
Sous l'ère Ibenge, les Léopards de la RDC réussissent à entrer durant trois années de 2016 à 2018 dans le top 50 mondial au classement de la FIFA. 
Cependant, l'équipe rate la coupe du monde 2018 en faisant match nul 2-2 contre la Tunisie chez elle alors que le score était de 2-0 à 15 min de la fin. Malgré les victoires contre la Libye et la Guinée lors des dernières journées, les Léopards rateront le mondial. Ibenge semble avoir perdu de son flair.

## Palmarès

### Entraîneur

#### En club

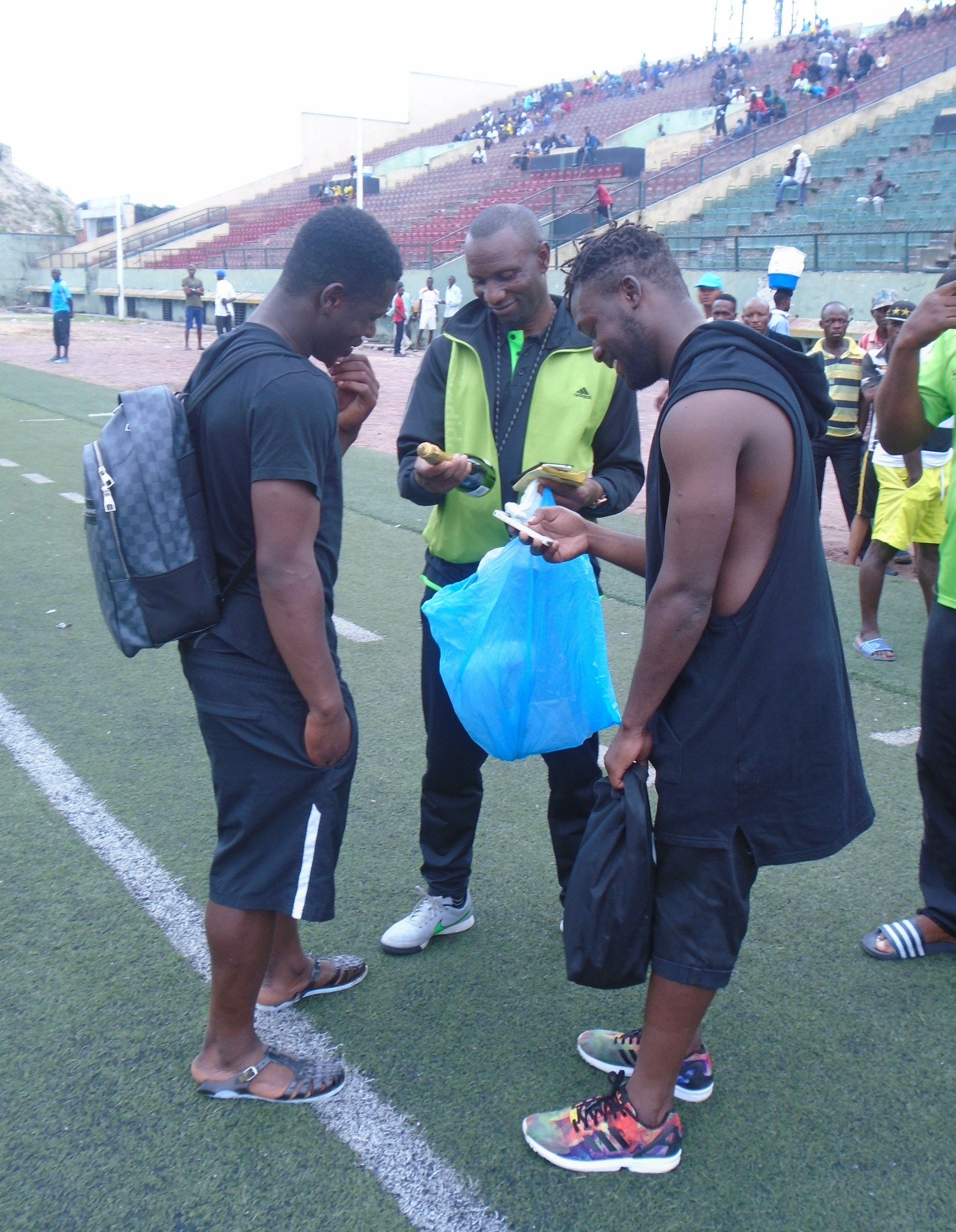
Ibenge avec l'AS VITA

AL-Hilal Club
- Coupe du Soudan de football
  - Vainqueur: 2021-2022

 AS Vita Club
- Ligue des champions de la CAF :
  - Finaliste : 2014
- Championnat de la RD Congo :
  - Champion : 2015, 2018 et 2021
- Supercoupe de la RD Congo :
  - Vainqueur : 2015
- Coupe de la confédération :
  - Finaliste : 2018

 RS Berkane
- Coupe de la confédération :
  - Vainqueur : 2021–22
- Coupe du Trône :  
  - Vainqueur : 2022

#### En sélection
- RD Congo
  - Coupe d'Afrique des nations :
    - Troisième : 2015

  - Championnat d'Afrique des nations :
    - Vainqueur : 2016